# إسحاق بن العباس الهاشمي
إسحاق بن العباس بن محمد الهاشمي كان شخصية عباسية في القرن التاسع، وحاكمًا إقليميًّا وقائدًا عسكريًّا. عُين حاكمًا لليمن مرتين، في عامي 824 و830.

## الحياة المهنية
كان إسحاق عضوًا ثانويًا في الأسرة العباسية، حيث كان ابن أخ الخليفتين السفاح (حكم 750-754) والمنصور (حكم 754-775). يُذكر أنه كان في العراق عام 817، حيث لعب دورًا صغيرًا في دعم الخليفة المناهض إبراهيم بن المهدي.
وفي عام 824م عُيّن إسحاق واليًا على اليمن للخليفة المأمون (حكم من 813 إلى 833م)، ووصل إلى صنعاء في نهاية ذلك العام. وقد ثبت أن فترة حكمه للإقليم كانت مضطربة للغاية، وسرعان ما اتُهم بمعاملة اليمنيين بطريقة قاسية. وفي نهاية المطاف أصبحت الأمور في الولاية مضطربة لدرجة أن المأمون قرر عزل إسحاق، وتعيين محمد بن نافع واليًا بدلًا منه.
في عام 830، اختير إسحاق لإمامة الحج، فأصبح أمير الحج وفي نفس الوقت تقريبًا، أعيد تعيينه واليًا لليمن من أجل ملء الفراغ السياسي الذي ساد في المنطقة بعد مقتل أبي الرازي محمد بن عبد الحميد. وبناءً على ذلك، شق إسحاق طريقه إلى المحافظة وأقام في صنعاء، لكنه لم يتخذ أي إجراء ضد قاتل أبي الرازي، المتمرد إبراهيم بن أبي جعفر المنخي، الذي سُمح له بالاحتفاظ بمنصبه في المرتفعات الجنوبية. واستمرت ولاية إسحاق الثانية حتى مات أو عُزل، وخلفه عبد الله بن عبيد الله بن العباس.

## ملحوظات
1. ↑  Al-Tabari 1987، صفحة 53.
2. ↑  Al-Mad'aj 1988، صفحات 212–13; Van Arendonk 1919، صفحات 100–01; Bikhazi 1970، صفحة 29.
3. ↑  Al-Tabari 1987، صفحة 183; Khalifah ibn Khayyat 1985، صفحة 474.
4. ↑  Khalifah ibn Khayyat 1985، صفحة 475, who remarks that Ishaq died in the Yemen in 215 A.H.; Van Arendonk 1919، صفحة 101, who states that Ishaq died in 216 A.H. and was succeeded by his son Ya'qub; Al-Mad'aj 1988، صفحات 214–15, who claims that Ishaq arrived in the Yemen in 215 A.H. and was "replaced" by Abdallah two years later.